# Eduardo Piola Caselli
Eduardo Piola Caselli (Livorno, 2 marzo 1868 – Roma, 20 giugno 1943) è stato un magistrato, giurista e politico italiano.

## Biografia
Compiuti gli studi classici inizia l'università a Torino, quindi si trasferisce a Roma, dove è allievo di Francesco Filomusi Guelfi, il maestro di diritto del futuro Re Vittorio Emanuele III. Nel 1889-93 è procuratore legale e corrispondente dell'on. Badini.
Pretore nel 1893, giudice al Tribunale di Roma nel 1897, segretario della Commissione consultiva per la promozione in magistratura ed, ancor giovanissimo, segretario della commissione per la Riforma dei Codici, è consigliere di Corte d'Appello nel 1907. Autore di un libro I Diritti degli Inventori (Torino, 1901), lo è anche di un altro sull'ordinamento giudiziario, intitolato La Magistratura (Torino, 1903), per cui vien chiamato a collaborare a quattro progetti di riforma, presentati alla Camera dai Ministri Gallo (1907) ed Orlando (1907-08). Nel 1907 pubblica la prima edizione del Trattato del Diritto di Autore e del Contratto di Edizione (Napoli; II Edizione nel 1927).

### Anni in Egitto
Nel 1908 parte per l'Egitto dove, per incarico del Ministero degli Esteri italiano vien nominato giudice del Tribunale internazionale misto del Cairo, poi consigliere khediviale nel 1913, quindi sultaniale del Principe Hussein Kamel dal 1915 e dal 1917 del principe Fouad. Egli è anche consigliere del contenzioso di Stato egiziano per le Direzioni del Ministero di Grazia e Giustizia, dell'Interno e degli Affari Esteri. Si occupa subito, attraverso lo studio della procedura austriaca (1912) e tedesca (1913), della riforma del Codice di Procedura Civile (1915-16), tenendo nel 1913 una conferenza sulla riforma giudiziaria in Egitto.
Nel 1914 si occupa della cittadinanza della donna europea che abbia sposato un ottomano. L'anno dopo è Vice Presidente della prestigiosa Société Sultaniale d'Economie Politique, de Statistique et de Législation. Dal 1915 al 1918 si occupa in favore della Commissione Municipale di Tantah; nel 1916 della procedura dell'Espropriazione Immobiliare presentando, tra l'altro, due conferenze dell'Avv, Pezzi; esamina il progetto di Codice sulla Tutela, la Curatela e l'Assenza, facendo parte del Comitato per gli emendamenti; continua ad interessarsi dei diritti intellettuali.
Nella primavera del 1917 vien chiamato a far parte della Commissione per lo studio delle riforme giudiziarie e della commissione delle Capitolazioni (1917-18), per le riforme che comporterebbe l'eventuale abolizione di esse, occupandosi in particolare dei Libri Fondiari, dell'organizzazione dei nuovi Tribunali egiziani, di un progetto di legge professionale per i Commercianti e gli Industriali (istituendo anche un corso speciale) e di una Sottocommissione per la Riforma Amministrativa dell'Organizzazione Provinciale e Municipale (1918), presentando varie memorie. Tiene inoltre un'importante conferenza sulle prospettive del diritto privato in Egitto.
Nel 1917 segue, nell'ambito dell'Advisory Committee on Egyptian Judicial Reform, il nuovo Codice Penale e relativo commentario; nel 1918 un progetto di Amos sulla Responsabilità Civile ed una Memoria sulle Comunità Cattoliche e Greco-Ortodosse. Vien nominato presidente della suddetta Société d'Economie Politique.
Nel 1919 indica i consorzi italiani come i prototipi ideali per i sistemi di irrigazione, dimostrando la propria capacità di capire i problemi del Paese e di trovarne le soluzioni ottimali. Le poche notizie storiche sull'origine di questo "istituto" che si avevano, attraverso i grammatici e gli antiquari, trovano, poco più di un decennio dopo, un inaspettato arricchimento, con la scoperta, proprio in Egitto, dei nuovi frammenti delle Istituzioni di Gaio, dimostrazione che esse abbiano trovato proprio lungo il Nilo la loro migliore applicazione.
Nel 1919 si occupa delle Finanze dei Consigli di Villaggio, dell'Organizzazione Giudiziaria, della Procedura Civile di Archibald e della costituzione dell'Ufficio Unico di Pubblicità. Nel 1920 dei Marinai disertori, in relazione ai poteri dei Consoli ed al progetto di legge sull'estradizione, di un progetto di Commissione relativa al Nilo, della Procedura sullo Statuto Personale (le successioni), di una Sottocommissione della Facoltà di Lettere per la fondazione di una sezione di lingua e di letteratura italiana, nell'ambito del Progetto di Organizzazione dell'Università di Stato.
Nel 1921 esamina il rapporto Milner sugli stranieri in Egitto, oltre al progetto di legge per la ricostituzione dei Tribunali Misti. Vien incaricato della Direzione Generale del Contenzioso dei Ministeri della Giustizia e dell'Interno. Tiene un'importante conferenza sulla riforma dei codici civili egiziani, a proposito di un recente libro di Walton di diritto egiziano comparato. Dati i rilevanti impegni al contenzioso, deve dimettersi da presidente della Société d'Economie Politique.
Fa parte del Consiglio Economico, costituito con Decreto del 2 settembre 1922 presso il Ministero delle Finanze. Salito al trono il sultano Fouad, diviene Consigliere Reale e Consigliere Legale della presidenza del Consiglio dei Ministri (1922), proprio nel periodo della rivolta popolare contro il protettorato inglese, dell'organizzazione di un governo nazionale costituzionale e della promulgazione di una costituzione parlamentare, in base alla quale il re ottiene nel 1923 il consenso dell'elettorato.
Nel 1924 tiene un'altra importantissima conferenza, sul Contenzioso di Stato (riportata in volume), essendo divenuto presidente di questo comitato. Nel 1925 si occupa attivamente del comitato speciale di studio per l'istituzione dei Libri Fondiari, della trascrizione, del gage immobilier, dei warfs (costituzione della qualità di eredi).

### Ritorno in Italia
Nel 1926 rientra in patria, dopo aver esposto al Cairo le riforme della legislazione amministrativa, politica ed economica in Italia e dopo aver dato al Presidente del Consiglio dei Ministri italiano una grande lezione di diplomazia, nel modus vivendi trovato sui confini tra Egitto e Libia.
A Roma è consigliere della Corte di Cassazione e nel 1928 gli vien affidata la presidenza di una sezione: molte sue sentenze fanno testo ed hanno eco anche all'estero.
Nel 1929 ritorna brevemente al Cairo per il Congresso dell'Association Littéraire et Artistique, pubblicando nel 1930 il rapporto sulla legislazione italiana in materia di diritto d'autore e rimanendo annoverato tra i membri onorari della Société d'Economie Politique la quale, nel 1939, verrà intitolata alla memoria di Re Fouad I.
Nei 18 anni trascorsi in Italia dopo il suo rientro nel 1926 moltiplica i suoi viaggi in Europa, tenendo come poli principali Roma, Parigi e Ginevra. Rappresenta l'Italia nella Conferenza Diplomatica di Roma del 1928, per la Revisione della Convenzione di Berna per la protezione delle opere letterarie, e di Londra del 1934 per la revisione della Convenzione di Parigi per la protezione della Proprietà Industriale. Sempre nel 1928 partecipa al Congresso Giuridico Internazionale di Telegrafia senza Fili, presieduto da Amedeo Giannini, con 58 delegati italiani, Vittorio Scialoja presidente onorario e gli interventi di d'Amelio, Marconi e Carnelutti.
È membro della Commissione Nazionale per la Cooperazione Intellettuale, del cui organismo centrale, Coopération Intellectuelle fanno parte Einstein, Lorenz e Curie, dalla quale è nato poi l'UNESCO.
Nel 1929 ha fatto parte della commissione reale per la riforma del Codice per la Marina Mercantile. Nel 1932 presiede il Congresso dell'Aja. Nel 1933-34 è delegato italiano a Ginevra alla Società delle Nazioni e ne presiede anche il Consiglio. Fa parte del comitato dei tre per la revisione del sistema delle elezioni. Nell'ambito della Società delle Nazioni si interessa anche del Bureau International du Travail e dell'Organisation des Communications et du Transit.

### Senatore del Regno
Senatore del Regno dal 21 ottobre 1933, è stato membro attivissimo della commissione parlamentare per la Riforma dei Codici (dal 1936 al 1941), curando in maniera particolare, del Codice Civile, il Libro Primo, Persone e Famiglia, ed il Libro del Lavoro.
Dal 1935 al 1938 è procuratore generale della Corte di cassazione, il cui presidente è Mariano d'Amelio. È inoltre presidente di sezione dei Consiglio Superiore della Magistratura, membro del Contenzioso Diplomatico, giudice della Commissione arbitrale della Marina Mercantile, vicepresidente della Consulta legale della Società Italiana Autori ed Editori e della Commissione di Legislazione della Confederazione Internazionale della Società Autori e Compositori, membro del consiglio degli ordini cavallereschi dei SS. Maurizio e Lazzaro e della Corona d'Italia. Ha presieduto il Collegio Arbitrale dell'Opera Combattenti.
Ha fatto lungamente parte della commissione di studio per la riforma della legge sul Diritto d'autore. Poco prima di morire, il Senatore Piola Caselli ha presentato a Vittorio Emanuele III il suo volume sul Diritto d'Autore (1943). Questa legge, da lui elaborata per oltre quarant'anni, fa testo ancor oggi, malgrado lo sviluppo tecnologico della televisione e delle telecomunicazioni via satellite: gli era bastato farsi spiegare da Guglielmo Marconi i principi scientifici e le possibili attuazioni tecniche, per tradurre le nuove invenzioni in termini giuridici. Merito suo è stata inoltre l'elaborazione del diritto morale d'autore, derivandolo dal diritto romano, concezione importantissima poiché porta la tutela su basi etiche, principio subito accolto in tutta Europa.

## Opere

Trattato del diritto di autore e del contratto di edizione nel diritto interno italiano comparato col diritto straniero, 1927

- Trattato del diritto d'autore secondo la legge italiana comparata con le leggi straniere, Napoli, E. Marghieri, 1907
- Trattato del diritto di autore e del contratto di edizione nel diritto interno italiano comparato col diritto straniero, Napoli ; Torino, Margheri ; UTET, 1927.
- Codice del diritto d'autore: commentario della nuova Legge 22 aprile 1941-XIX n. 633: corredato dei lavori preparatori e di un indice analitico delle leggi interessanti la materia, Torino, UTET, 1943
- Voce Diritto di autore in Dizionario pratico di diritto privato, vol. I, Milano, Vallardi, 1901, pp. 397–421
- Voce Diritto d'autore, in Nuovo Digesto italiano, a cura di M. D'Amelio con la collaborazione di A. Azara, v. IV, Torino, UTET, 1938, pp. 994–1036
- Voce Diritto d'autore, in Novissimo Digesto Italiano, diretto da A. Azara e E. Eula, v. V, Torino, UTET, 1960, pp. 669–725
- I diritti degli inventori: esposizione succinta dei principi e regole concernenti i brevetti di invenzione seguita dal testo delle leggi e delle convenzioni internazionali, Torino-Roma, 1901
- Le ragioni del secolare dissenso sulla natura e sul nome dei diritti degli autori e inventori ed il concetto dell'“istituto giuridico”, estratto da “Foro italiano”, anno XXVI, fasc. XXI, Città di Castello, Tip. dello Stabilimento S. Lapi, 1901
- Un caso interessante di violazione del contratto di edizione (causa Vivante-Hoepli), estratto da “Foro italiano”, a. XXVII, fasc. IV, Città di Castello, 1901
- Del diritto di autore sui ritratti e busti in rapporto al cosiddetto “diritto sull'immagine propria”, estratto da “Foro italiano”, a. XXIX, fasc. X, Città di Castello, 1904
- La Convenzione di Berna per la protezione delle opere letterarie ed artistiche riveduta a Roma il 2 giugno 1928, in “Rivista del diritto commerciale e del diritto generale delle obbligazioni”, v. XXVI, 1928, p. 345
- Il regolamento giuridico della radiodiffusione circolare: nei rispetti, particolarmente, dei diritti degli autori e degli artisti esecutori secondo la legge 14 giugno 1928, n. 1352, il D. M. 20 agosto 1928 e le convenzioni internazionali, Roma, Istituto Poligrafico dello Stato, 1929
- Il congresso internazionale di Roma della T.S.F. e la nuova legge 14 giugno 1928, n. 1352 sulla radiodiffusione delle esecuzioni artistiche, in “Rivista del diritto commerciale e del diritto generale delle obbligazioni”, Anno XXVII, n. 1-2, gennaio-febbraio 1929, p. 68
- Diritti degli artisti esecutori: sul diritto degli interpreti e degli artisti esecutori, Roma, Pubblicazioni della S.I.A.E. 1930
- Il diritto morale di autore. Un rivolgimento costituzionale nella tutela delle opere dell'ingegno, estratto dalla rivista “Il Diritto di autore”, Anno I, n. 2, aprile-giugno 1930
- Il diritto di autore del giornale e dei giornalisti nella legge italiana e nelle convenzioni internazionali di Berna e di Buenos-Ayres, estratto dalla rivista “Il Diritto di autore”, a. II, n. 4, ottobre-dicembre 1931
- La cosiddetta proprietà scientifica e la sua protezione pratica, in “Rivista del diritto commerciale e del diritto generale delle obbligazioni”, a. XXIX, 1931, p. 191
- Il nuovo regolamento interno ed internazionale del diritto esclusivo di traduzione secondo la legge del 12 giugno 1931, n. 774 di approvazione della convenzione di Roma del 2 giugno 1928, in “Il Diritto di autore”, 1931
- La cosiddetta proprietà scientifica e la sua protezione pratica, in “Rivista del diritto commerciale e del diritto generale delle obbligazioni”, v. XXIX, 1931, p. 191
- Il diritto morale dell'inventore e le invenzioni di azienda o stabilimento, in Rivista del diritto commerciale e del diritto generale delle obbligazioni, a. XXXI, n. 9-10, settembre-ottobre 1931, p. 597
- Intorno alla ragion d'essere del diritto morale dell'autore e del diritto morale dell'inventore, Tivoli, Mautero, 1932
- Schema sommario di undici punti di revisione della convenzione di Berna, Roma, Pubblicazioni della S.I.A.E., 1932
- Le droit d'auteur des journalistes, Rapport Général au Congrès di Droit Comparé, La Haye, 2-6-août 1932, estratto dalla rivista “Il Diritto di autore”, a. III, n. 3, luglio-settembre 1932
- Il diritto morale dell'inventore e le invenzioni di azienda o stabilimento, in “Rivista del diritto commerciale e del diritto generale delle obbligazioni”, v. XXXI, 1933, p. 597
- Le nuove convenzioni di Londra 2 giugno 1934 per la protezione della proprietà industriale, in “Rivista del diritto commerciale e del diritto generale delle obbligazioni”, Anno XXXII, 1934, p. 477
- Una recente fase del tentativo di unificare le convenzioni di Berna e dell'Avana, in “Il Diritto di autore”, a. XIV, aprile-giugno 1936, p. 137
- Sul regolamento dei conflitti fra il diritto d'autore e taluni diritti vicini o similari, in “Il Diritto di autore”, a. VIII, n. 2, aprile-giugno 1937, p. 155
- Sulla responsabilità dell'azione popolare senza il preventivo ricorso al prefetto e sull'infermità mentale come causa di incapacità a testare, in “Giurisprudenza italiana”, v. I, n. 1, 1937
- Questioni in tema di licenza di esercizio di brevetti, di concorrenza sleale per imitazione servile, di prova di attuazione del brevetto, in “Giurisprudenza italiana”, v. XC, 1938
- Questioni in tema di licenza di esercizio di brevetti, di concorrenza sleale per imitazione servile, di prova di attuazione del brevetto, in “Giurisprudenza italiana”, v. I, 1, 1938
- Il regolamento giuridico delle invenzioni e l'autarchia, in “Giurisprudenza italiana”, v. IV, 1938
- Rapporto fra le antiche e le nuove forme dell'arte, in “Echi e Commenti”, a. XIX, n. 28, 15 ottobre 1938, p. 887
- Appunti critici sulla legge in materia di brevetti industriali, in “Studi di diritto industriale”, 1940
- L'allacciamento della protezione dell'arte industriale con la protezione del diritto d'autore, estratto dalla rivista “Il Diritto di autore”, a. XI, n. 1-2, gennaio-giugno 1940
- Il regolamento delle riproduzioni meccaniche delle opere dell'ingegno secondo la nuova legge sul diritto di autore, in “Il Diritto di autore”, a. XII, gennaio-marzo, 1941, p. 9
- Sull'inquadramento del diritto di autore come «diritto del lavoro», in “Il Diritto di autore”, a. XIII, 1942, p. 169
- Il diritto d'autore giornalistico secondo la nuova legge sul diritto d'autore, in “Il diritto d'autore”, a. XIV, n. 2, aprile-giugno 1943, p. 109
- Sull'abbandono all'assicuratore marittimo per la navigabilità relativa della nave e perdita o deterioramento per tre quarti delle cose assicurate, estratto da “Foro italiano”, a. XXIV, fasc., XXI, Città di Castello, Tip. dello stabilimento S. Lapi, 1899
- Sul riconoscimento giuridico delle società commerciali con sede all'estero che operano in Italia: (art. 230 ult. comma Cod. Comm ), estratto da “Foro italiano”, a. XXV, fasc. VII, Città di Castello, 1900
- La prescrizione dell'azione derivante dal rapporto fondamentale della cambiale e la nuova evoluzione giuridica dell'istituto cambiario, estratto da “Foro Italiano”, a. XXVI, fasc. X, Città di Castello, 1901
- La magistratura: studio sull'ordinamento giudiziario nella storia, nelle leggi straniere, nella legge italiana e nei progetti di riforma, Torino, UTET, 1907
- Appunti critici intorno ai Tribunali misti d'Egitto, estratto dalla “Giurisprudenza italiana”, v. XLII, 1910, p. 198
- La donna italiana che sposa un suddito ottomano perde la cittadinanza italiana, in “Giurisprudenza italiana”, v. LXIV, 1912
- La procedura civile moderna e la riforma giudiziaria in Egitto, Torino, UTET, 1915
- Alla sede dei nostri esploratori in “Eco dell'oriente italiano”, 2-3 giugno 1919, p. 221-224
- Le Contentieux de l'État en Egypte: son passé, son organisation, son avenir, estratto dalla “Giurisprudenza italiana”, v. LXXXVII, 1925
- Intorno ad alcuni punti nevralgici del rapporto editoriale ed alla linea tendenziale nell'evoluzione del rapporto medesimo, in “Studi in onore di Cesare Vivante”, v. II, Roma, Società Editrice del “Foro Italiano”, 1931, p. 89
- Intorno al conflitto tra i diritti degli autori e i diritti degli interpreti ed artisti esecutori, in “Studi in onore di Mariano d'Amelio”, vol. III, Roma, Società Editrice del “Foro Italiano”, 1933, p. 175
- L'istromento giuridico dell'attività dell'Opera Nazionale per i Combattenti, in “I collegi arbitrali dell'Opera nel quindicennio 1919-33: raccolta di decisioni”, Roma, Società Anonima Tipografica Castaldi, 1934, p. 7
- Le elezioni al Consiglio della Società delle Nazioni, in “Echi e Commenti”, a. XV, n. 28, 15 ottobre 1934, p. 1094
- Di alcuni autorevoli pareri della magistratura requirenti sulla riforma giudiziaria, in “Studi in onore di Silvio Longhi”, Roma, Tip. de l'Italie, 1935, p. 82
- Discorso intorno alle condizioni attuali della giustizia ed alle nuove basi etico-politiche della funzione giurisdizionale dello Stato, Roma, Tip. del Senato, 1935-XIV
- Una grande riforma, in “Echi e Commenti”, a. XVI, n. 2, 15 gennaio 1935, p. 48
- Il lavoro dei tribunali e le “sanzioni”, in “Echi e Commenti”, a. XVI, n. 34, 21 dicembre 1935, p. 1244
- Discorso inaugurale dell'anno giudiziario XVI, La diminuzione dei delitti e delle liti come sviluppo della civiltà fascista. Luci ed ombre della giustizia penale. Il problema della riforma giudiziaria. Giustizia e bolscevismo, Roma, Tip. del Senato, 1937-XVI
- Nazionalsocialismo e giustizia civile, in “Echi e Commenti”, a. XVIII, n. 8, 1937, p. 227
- L'autarchia e il regolamento giuridico delle invenzioni industriali, in “Echi e Commenti”, a. XIX, n. 28, 25 novembre 1938, p. 995
- La difesa del podere familiare, in “Echi e Commenti”, a. XX, n. 9, 25 marzo 1939, p. 266
- Esumazione della promessa di una grande riforma, in “Echi e Commenti”, a. XX, n. 20, 15 luglio 1939, p. 623
- Ancora sull'esumazione della promessa di una grande riforma, in “Echi e Commenti”, annoXXI, n. 11, 5 giugno 1940, p. 332
- Appunti critici sulla giurisprudenza tedesca in materia di diritto di brevetto o privativa industriale, di diritto di marchio e di diritto d'autore con riferimento principalmente al periodo 1932-1936, Roma-Spoleto, Istituto Italiano di Studi Legislativi, 1941
- L'affiliazione della prole adulterina, in “Giurisprudenza italiana”, v. I, 2, 1941
- Il regolamento delle riproduzioni meccaniche delle opere dell'ingegno secondo la nuova legge del diritto d'autore, in “Il Diritto di autore”, 1941
- Valigie di fibra e valigie di cartone, in “Giurisprudenza italiana”, v. I, 2, 1942, p. 226
- Una circolare della direzione generale della sanità pubblica, ed il diritto di marchio sulle specialità medicinali, in “Studi di diritto industriale”, 1942.
- Un bando secolare a rappresaglia degli inumani bombardamenti, in “Echi e Commenti”, a. XXIII, n. 12, 20 giugno 1943, p. 226

## Onorificenze
- Cavaliere dell'Ordine della Corona d'Italia (8 giugno 1902)
- Ufficiale dell'Ordine della Corona d'Italia (3 luglio 1904)
- Commendatore dell'Ordine della Corona d'Italia (14 novembre 1910)
- Grande ufficiale dell'Ordine della Corona d'Italia (25 marzo 1926)
- Gran cordone dell'Ordine della Corona d'Italia (20 febbraio 1936)
- Cavaliere dell'Ordine dei SS. Maurizio e Lazzaro (19 gennaio 1905)
- Ufficiale dell'Ordine dei SS. Maurizio e Lazzaro (10 giugno 1909)
- Commendatore dell'Ordine dei SS. Maurizio e Lazzaro (2 febbraio 1922)
- Grande ufficiale dell'Ordine dei SS. Maurizio e Lazzaro (1º giugno 1930)
- Gran cordone dell'Ordine dei SS. Maurizio e Lazzaro (10 marzo 1938)

### Libri su E. Piola Caselli e la sua opera
- Yasser Omar Amine, La memoria dimenticata della storia del diritto d'autore egiziano : giurista M. Linant de Bellefonds, M. Pupikofer et E. Piola Caselli (La mémoire oubliée de l'histoire du droit d'auteur égyptien : Les juristes M. Linant de Bellefonds, M. Pupikofer et E. Piola Caselli), éd. Dar El Nahda El Arabia, Cairo, 2014-2015, pp. 361–521 (in arabo e in francese).